# Mao Yanxue
Mao Yanxue (chiń. 毛艳雪; pinyin Máo Yànxuě; ur. 15 lutego 1994) – chińska lekkoatletka specjalizująca się w chodzie sportowym.
Chinka została w 2010 srebrną medalistką igrzysk olimpijskich młodzieży, a rok później zdobyła we Francji tytuł wicemistrzyni świata juniorek młodszych. Medalistka mistrzostw kraju. 
Rekordy życiowe: chód na 20 kilometrów – 1:30:25 (11 lutego 2012, Huai’an). 

## Osiągnięcia
| Rok  | Impreza                               | Miejsce         | Konkurencja    | Pozycja    | Wynik    |
| ---- | ------------------------------------- | --------------- | -------------- | ---------- | -------- |
| 2010 | Igrzyska olimpijskie młodzieży        | Singapur        | chód na 5000 m | 2. miejsce | 22:29,42 |
| 2011 | Mistrzostwa świata juniorów młodszych | Lille Metropole | chód na 5000 m | 2. miejsce | 22:00,15 |